# توماس هبرت
توماس هبرت (به انگلیسی: Thomas Hebert) قایق یدک‌کش اقیانوس پیمایی بود که در روز یکشنبه ۷ مارس ۱۹۹۳ در سواحل نیوجرسی غرق شد.